# Trophée des champions 2014
Navigation
Libreville 2013 Montréal 2015
Le Trophée des champions 2014 est la 38e édition du Trophée des champions et se déroule en Chine le samedi 2 août 2014, dans le Stade des ouvriers situé à Pékin. Il s'agit de la sixième édition consécutive disputée hors de France et de la première en Asie.
Les règles du match sont les suivantes : la durée de la rencontre est de 90 minutes puis en cas de match nul, une séance de tirs au but est réalisée pour départager les équipes. Trois remplacements sont autorisés pour chaque équipe.
Si le transport et l'hébergement des équipes et de la délégation de la Ligue de football professionnel sont à la charge du pays hôte, les recettes du stade lui sont par contre reversées.

## Feuille de match
| 2 août 2014   | Paris Saint-Germain FC    | 2 – 0   | EA Guingamp | Stade des ouvriers, Pékin                       |                                                 |
| 14:00 (UTC+2) | Ibrahimović 8e 20e (pen.) | (2 – 0) |             | Spectateurs : 39 752 Arbitrage : Clément Turpin | Spectateurs : 39 752 Arbitrage : Clément Turpin |
| 14:00 (UTC+2) | Rapport                   |         |             | Spectateurs : 39 752 Arbitrage : Clément Turpin | Spectateurs : 39 752 Arbitrage : Clément Turpin |

| PARIS SG | Guingamp |

| PARIS SG :     |    |                           |  |     |
|                |    |                           |  |     |
| Gardien de but | 30 | Salvatore Sirigu          |  |     |
| D              | 23 | Gregory van der Wiel      |  |     |
| D              | 5  | Marquinhos                |  |     |
| D              | 6  | Zoumana Camara            |  |     |
| D              | 21 | Lucas Digne               |  |     |
| M              | 24 | Marco Verratti            |  |     |
| M              | 8  | Thiago Motta              |  |     |
| M              | 27 | Javier Pastore            |  | 86e |
| A              | 35 | Hervin Ongenda            |  | 61e |
| A              | 10 | Zlatan Ibrahimović 8e 20e |  |     |
| A              | 29 | Jean-Christophe Bahebeck  |  | 71e |
| Remplaçants :  |    |                           |  |     |
| Gardien de but | 1  | Nicolas Douchez           |  |     |
| D              | 19 | Serge Aurier              |  |     |
| D              | 38 | Presnel Kimpembe          |  |     |
| M              | 20 | Clément Chantôme          |  | 71e |
| M              | 32 | Franck-Yves Bambock       |  |     |
| A              | 7  | Lucas                     |  | 86e |
| A              | 9  | Edinson Cavani            |  | 61e |
| Entraîneur :   |    |                           |  |     |
| Laurent Blanc  |    |                           |  |     |

| GUINGAMP :         |    |                     |     |     |
|                    |    |                     |     |     |
| Gardien de but     | 30 | Mamadou Samassa     |     |     |
| D                  | 2  | Lars Jacobsen       |     |     |
| D                  | 29 | Christophe Kerbrat  | 47e |     |
| D                  | 15 | Jérémy Sorbon       |     |     |
| D                  | 6  | Maxime Baca         |     |     |
| M                  | 18 | Lionel Mathis       |     |     |
| M                  | 22 | Julien Cardy        | 13e |     |
| M                  | 26 | Thibault Giresse    |     |     |
| M                  | 12 | Claudio Beauvue     |     |     |
| A                  | 9  | Mustapha Yatabaré   |     |     |
| A                  | 8  | Ronnie Schwartz     | 69e |     |
| Remplaçants :      |    |                     |     |     |
| Gardien de but     | 16 | Hugo Guichard       |     |     |
| D                  | 3  | Benjamin Angoua     |     |     |
| D                  | 4  | Baïssama Sankoh     |     |     |
| M                  | 20 | Laurent Dos Santos  |     |     |
| M                  | 21 | Sylvain Marveaux    | 69e |     |
| A                  | 13 | Christophe Mandanne | 69e |     |
| A                  | 17 | Rachid Alioui       | 13e | 69e |
| Entraîneur :       |    |                     |     |     |
| Jocelyn Gourvennec |    |                     |     |     |